# Chiesa del Sacro Cuore di Gesù (Monte Sant'Angelo)
La chiesa del Sacro Cuore di Gesù è una chiesa cattolica situata a Monte Sant'Angelo, nel Gargano (provincia di Foggia).

## Storia
La chiesa del Sacro Cuore di Gesù è una tra le più giovani costruzioni ecclesiastiche della città. Inizialmente la chiesa sorse come un edificio molto piccolo tantoché ad essa fu dato l'appellativo dai fedeli di la chiesetta. In seguito la chiesa è stata ampliata con la costruzione di un secondo e più grande edificio adiacente all'originario. La chiesa è situata nel rione Fosso della città dell'Arcangelo, in via Montesacro.

## Descrizione
Una delle caratteristiche della chiesa è la presenza sul cornicione del tetto ed in corrispondenza del portale di ingresso di una grossa statua di Gesù con le braccia aperte. Inoltre entrando nella chiesa si nota la presenza di due altari, il primo è quello appartenente all'edificio della chiesa originaria, il secondo lo si è costruito con l'ampliamento della stessa.